# 1-й Южнокаролинский винтовочный полк
1-й Южнокаролинский винтовочный полк (1st South Carolina Regiment Rifles) представлял собой один из пехотных полков армии Конфедерации во время Гражданской войны в США. Полк был сформирован в июле 1861 года и прошёл все сражения войны на востоке от сражения при Бивердем-Крик до капитуляции при Аппоматтоксе. Полк известен ещё как «Винтовки Орра» для отличия от «полка Маккрери» и «полка Хэгуда», которые так же имели нумерацию «1-й».

## Формирование
Полк был сформирован в июле 1861 года в лагере Кэмп-Пикенс в Сэнди-Спрингс. Его первым командиром стал полковник Джеймс Л. Орр, подполковником Джеху Фостер Маршалл, майором Даниель Ледбеттер. Полк был принят на службу в армию Конфедерации сроком на 12 месяцев. Впоследствии полк первым в армии Юга сменил сроки службы на неограниченный ("до конца войны"). Полк получил тёмно-синию форму винтовочных частей, но вооружён был гладкоствольными мушкетами.

## Боевой путь
Осенью полк стоял в Южной Каролине на острове Салливана, где служба была лёгкой, а родственники могли навещать рядовых и приносить им домашнюю еду, из-за чего полк получил прозвище "Pound Cake Regiment". На тот момент в полку числилось 1 500 человек. В декабре полковник Орр был избран в Сенат Конфедерации, поэтому 29 января 1862 он пожал в отставку. Подполковник Маршалл получил звание полковника, Ледбеттер стал подполковником, а капитан роты А Джеймс Ливингстон стал майором.
В конце апреля 1862 полк, который насчитывал 1000 человек, был переведён в Вирджинию и задействован для охраны железной дороги под Фредериком, у Массапонакс-Чёрч. Его включили в бригаду Джозефа Андерсона. В мае полк переведи к Ричмонду, а в июне включили в южнокаролинскую бригаду Макси Грегга, которая стала частью Лёгкой дивизии Хилла.
В апреле 1865 года полк сдался с остатками армии при Аппоматтоксе, в полку на тот момент насчитывалось 9 офицеров и 148 рядовых под командованием подполковника Джеймса Т. Робертсона.